# Jerzy Gaździcki
Jerzy Gaździcki (ur. 15 października 1931 w Zamościu) – polski naukowiec, profesor zwyczajny doktor habilitowany inżynier, geodeta, pionier rozwoju systemów i infrastruktur informacji geoprzestrzennej w Polsce. W latach 1960–2020 prowadził w swojej dziedzinie wszechstronną działalność naukową, edukacyjną, popularyzacyjną, organizacyjną i społeczną, autor około 300 publikacji.

## Życiorys
Urodził się w Zamościu, rodzice – Jan, ułan legionowy w I wojnie światowej, nauczyciel i działacz oświatowy oraz Maria z d. Abraszewska. Brał udział w powstaniu warszawskim w szeregach Grupy Bojowej Krybar Armii Krajowej.
Maturę zdał po pierwszej klasie licealnej jako ekstern i studiował na Wydziale Geodezji i Kartografii Politechniki Warszawskiej, gdzie podjął pracę asystencką na III roku studiów i uzyskał kolejno stopnie mgr inż. (1956), dr (1961) i dr hab.(1966). W roku 1968 po rezygnacji z pracy na Politechnice Warszawskiej, doprowadził do powstania i szybkiego rozwoju w Instytucie Geodezji i Kartografii zakładu, który przekształcony został później w samodzielny ośrodek badawczo-rozwojowy Centrum Informatyczne Geodezji i Kartografii. W roku 1974 uzyskał tytuł prof. nadzw., a w 1982 prof. zw. W wyniku wyboru dokonanego przez pracowników zrzeszonych w Solidarności był w latach 1982–1986 dyrektorem Instytutu Geodezji Wyższej i Astronomii Geodezyjnej Politechniki Warszawskiej. Ze względów politycznych zrezygnował z tego stanowiska i przeniósł się do Uniwersytetu Technicznego w Delfcie, gdzie pracował naukowo do osiągnięcia wieku emerytalnego, a potem wrócił na stałe do kraju, pozostając czynnym w swojej dziedzinie.
Jego działalność w latach 1960–1987 obejmowała w szczególności:
- Opracowanie metod i podstawowych algorytmów obliczeń geodezyjnych, które wówczas umożliwiły komputeryzację procesów tworzenia wielkich sieci geodezyjnych i realizacji projektów kartograficznych oraz ułatwiły projektowanie dużych obiektów inżynierskich[1][2][3].
- Udział naukowy w projektowaniu (patenty) i szerokim wdrażaniu specjalizowanych komputerów geodezyjnych (GEO 2 i GEO 20) oraz urządzeń kartograficznych do digitalizacji map (KARTOMETR), które w warunkach embarga miały podstawowe znaczenie dla krajowego postępu technicznego w dziedzinie geodezji i kartografii[4].
- Naukowy wkład w rozwój eksportu usług geodezyjnych, zwłaszcza w realizację wielkoobszarowych projektów geodezyjnych i kartograficznych w Iraku, prace studyjne i edukacyjne oraz konsultacje na Węgrzech oraz w Bułgarii, Wenezueli, Afganistanie, Libii, Nigerii, Chinach i Iranie o bardzo zróżnicowanej tematyce, np. w Iranie dotyczące odbudowy po zniszczeniach w wyniku wojny z Irakiem[5][6].
- Wprowadzenie do nauczania wykładów z zakresu informatyki geodezyjnej i kartograficznej na Politechnice Warszawskiej, a potem na kilku innych uczelniach, m.in. w La Universidad del Zulia(inne języki), Maracaibo[7], Baghdad University, Tsinghua University, Beijing. Czynny udział w pracach Senatu Politechniki Warszawskiej w stanie wojennym.

W czasie pracy na Uniwersytecie Technicznym w Delfcie w latach 1987–2002 podejmował następujące zadania:
- Utworzenie i prowadzenie w ramach programu TEMPUS europejskiej sieci współpracy uniwersyteckiej The European Co-operation Network for Education and Research in Land Information Systems EUROLIS (działalność naukowa, organizacja konferencji i warsztatów, szkoleń i staży doktoranckich w latach 1991–1997 w Delfcie, Londynie, Kos, Warszawie i Bratysławie).
- Ekspertyzy, projekty i konsultacje dotyczące modernizacji systemów katastralnych na Słowacji, Rumunii i w Polsce oraz tworzenia krajowych systemów informacji przestrzennej, realizowane głównie w ramach projektów Unii Europejskiej w porozumieniu z zainteresowanymi organami rządowymi; opracowanie koncepcji systemu informacji o terenie w Polsce[8][9].
- Zaprojektowanie i prowadzenie na podstawie porozumienia między Bankiem Światowym i rządem tureckim komponentu projektu MEER odbudowy regionu Turcji nad Morzem Marmara po trzęsieniu ziemi w roku 1999. Komponent ten dotyczył utworzenia systemu informacji MERLIS (Marmara Earthquake Region Land Information System).

W okresie emerytury od 2002 roku aktywnie wspierał działania Polski w zakresie tworzenia infrastruktury informacji przestrzennej, m.in.:
- Z ramienia polskiego rządu brał udział w przygotowaniu i opiniowaniu projektu dyrektywy ustanawiającej infrastrukturę informacji przestrzennej we Wspólnocie Europejskiej (INSPIRE)[10][11].
- Prowadził prace badawcze w zakresie tworzenia polskiej infrastruktury informacji przestrzennej, w tym prowadzenie międzyresortowego zespołu infrastruktury geoinformacyjnej oraz projektowanie ustawy o infrastrukturze informacji przestrzennej w Polsce jako części infrastruktury europejskiej[12][13].
- Ukształtowanie i prowadzenie w latach 2011–2016 Rady Infrastruktury Informacji Przestrzennej, zespołu międzyresortowego o charakterze opiniodawczym i doradczym, powołanego i działającego na mocy ustawy o tej infrastrukturze; usprawnianie współpracy i koordynacji działań organów państwowych i innych zainteresowanych podmiotów[14].

Był twórcą i w okresie minionych ostatnio 50 lat prezesem Polskiego Towarzystwa Informacji Przestrzennej, organizacji pozarządowej działającej na rzecz rozwoju wiedzy i kultury technicznej w zakresie informacji geoprzestrzennej. W okresie lat 2003–2019 był redaktorem naczelnym czasopisma naukowego Roczniki Geomatyki (Annals of Geomatics). Naświetlenie całokształtu działalności Jerzego Gaździckiego zawiera artykuł: Baranowski M., E. Musiał: Półwiecze działalności Polskiego Towarzystwa Informacji Przestrzennej pod przywództwem Profesora Jerzego Gaździckiego, Roczniki Geomatyki, z. 1(84) Warszawa 2019.
Uzyskał m.in. następujące wyróżnienia i odznaczenia:
- Nagroda państwowa II stopnia – 1978,
- Nagroda I stopnia Mistrz Techniki – 1977,
- World Bank President’s Award for Excellence – 2001,
- Nagroda m. st. Warszawy – 2016, ok. 30 innych nagród,
- Krzyż Walecznych – Londyn 1949,
- Krzyż Armii Krajowej – Londyn 1970,
- Warszawski Krzyż Powstańczy – 1984,
- Złoty Krzyż Zasługi – 1964,
- Krzyż Kawalerski Orderu Odrodzenia Polski – 1978,
- Medal za Zasługi dla Uniwersytetu Warszawskiego – 2014,
- Odznaki za Zasługi w Geodezji i Kartografii – złota 1962 oraz honorowa 2017,
- Medal Stulecia Odzyskanej Niepodległości – 2019.

Towarzyszką życia Profesora Jerzego Gaździckiego była żona, Teresa z d. Wysopolska (zmarła w 2014 r.), synowie – Marek, fizyk i Paweł, matematyk.